# Salurnis estora
Salurnis estora är en insektsart som beskrevs av Medler 1992. Salurnis estora ingår i släktet Salurnis och familjen Flatidae. Inga underarter finns listade i Catalogue of Life.